# Mitoc, Vaslui
Mitoc este un sat în comuna Banca din județul Vaslui, Moldova, România. Se află în partea de sud a județului, în Colinele Tutovei. La recensământul din 2002 avea o populație de 332 locuitori.